# Acheta domesticus

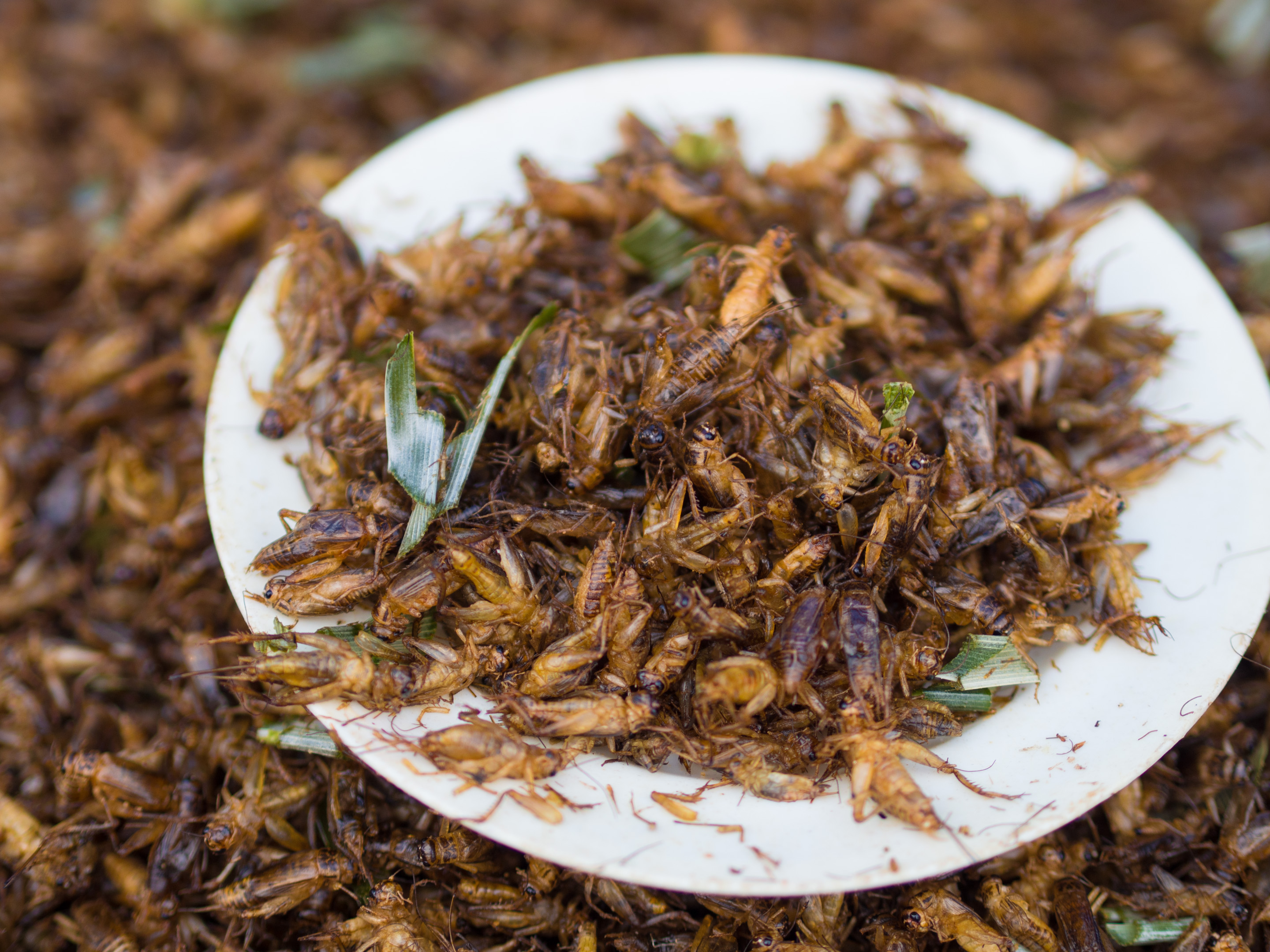
Grillos fritos, mercado de Tailandia

El grillo doméstico (Acheta domesticus) es una especie de insecto ortóptero probablemente originario del sudoeste de Asia, pero que se ha extendido en todo el mundo. Son criados comercialmente como alimento para animales domésticos, como anfibios, artrópodos, aves y reptiles, pero pueden mantenerse como mascotas, como ha sido el caso en China y Japón.

## Distribución
Es originario del sur de Europa, norte de África y del continente asiático. Actualmente constituye una especie invasora de distribución mundial.

## Características
El grillo doméstico llega a medir entre 25-30 mm y sus antenas llegan a alcanzar la longitud de su cuerpo. Tiene el cuerpo esbelto y cilíndrico al igual que el grillo campestre, pero es ligeramente más grande y de color más claro (marrón amarillento con franjas oscuras en la cabeza y abdomen). Sus alas, que las tienen tanto el macho como la hembra, cubren el abdomen y exceden su propio cuerpo finalizando en dos espinas. Presenta dimorfismo sexual, los machos son más pequeños y su abdomen finaliza en dos apéndices mientras que las hembras son de mayor tamaño y tienen un tercer apéndice denominado oviscapto u ovipositor. Éste llega a alcanzar los 20 mm y lo emplean para depositar los huevos. Como el resto de los grillos y mediante la fricción del primer par de alas, los machos generan un sonido agudo.

## Comportamiento
Su actividad es mayoritariamente nocturna y crepuscular manteniéndose oculto durante el día.
Muestran predilección por temperaturas elevadas, por zonas oscuras para refugiarse y son atraídos por la luz de los edificios. Así se les suele encontrar en cocinas, sótanos, cobertizos y en cualquier parte de las casas.
Es una especie sociable y menos territorial que el grillo campestre, puede devorar a miembros más débiles de su especie cuando escasea el alimento. Son omnívoros, se alimentan de todo lo que encuentran a su alrededor.

## Cría y cautividad

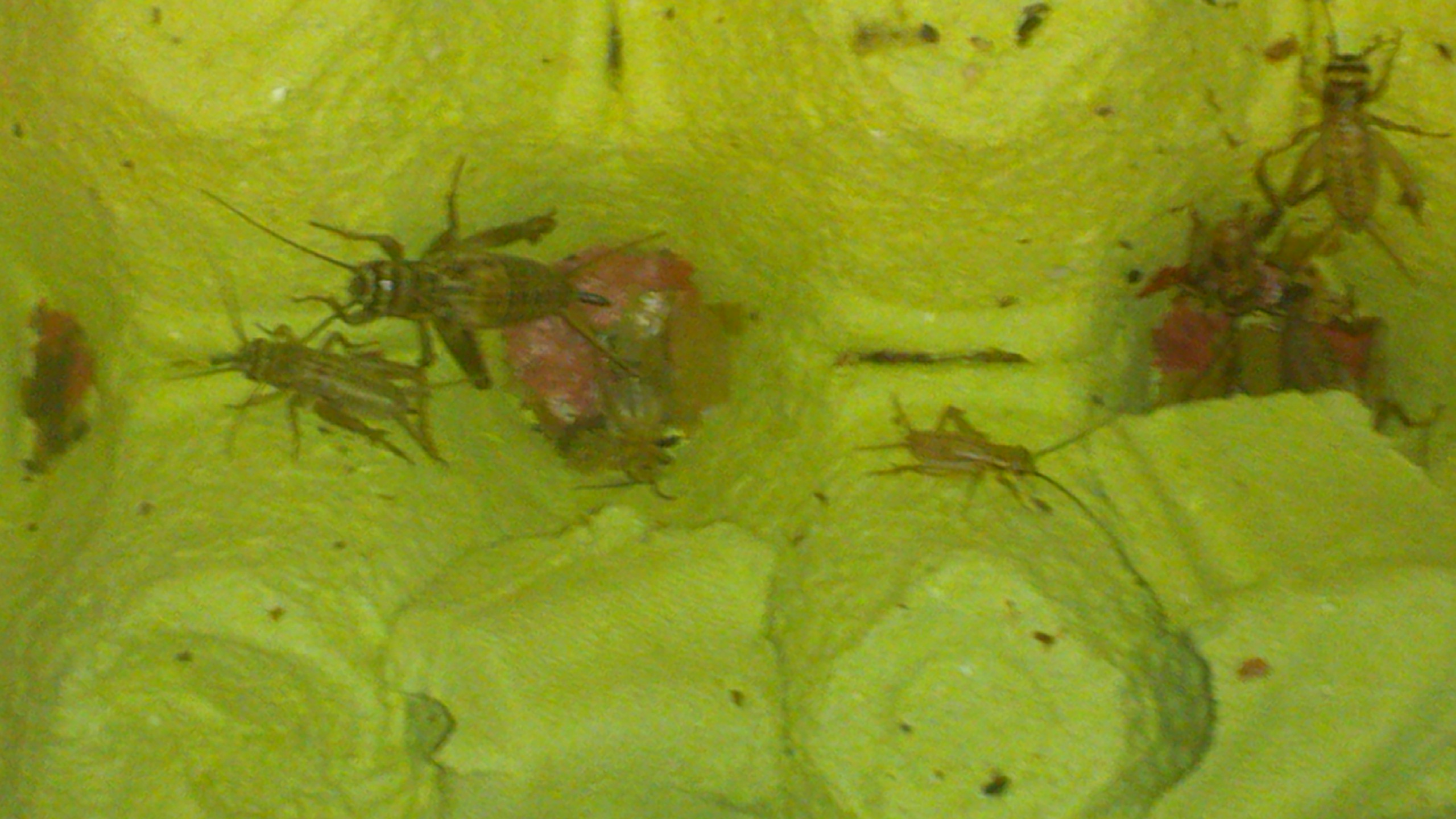
Grillos domésticos en cautividad

Son criados en cautividad para alimentar a animales insectívoros. Tienen un valor nutricional muy elevado al tener menos grasa que los tenebrios, además sus niveles de calcio/fósforo son mejores que los del gusano de la harina (Tenebrio molitor) y tienen menos quitina que los tenebrios resultando más digestivos para sus depredadores.[cita requerida]
El intervalo óptimo de temperatura para su cría está entre 20 y 32 °C. La hembra pone treinta huevos cuya incubación dura dos semanas, el grillo tarda siete semanas en ser adulto y pasa por siete mudas a lo largo de su etapa de crecimiento.[cita requerida]